# 田川市立大浦小学校
田川市立大浦小学校（たがわしりつ おおうらしょうがっこう）は、福岡県田川市奈良に位置する公立の小学校。

## 概要
歴史
1919年（大正8年）に「私立三井田川尋常小学校 第一坑分教場」として設立された。数回の改組・改称を経て、現校名となったのは1947年（昭和22年）。 本校にあたる私立三井田川尋常小学校が設置された1902年（明治35年）を創立年としており、2022年（令和4年）に創立120周年を迎えた。
校訓
「自主・協同・敬愛」
校章
中央に校名の略称である「浦小」の文字（縦書き）を配している。

通学区域
住所表記で田川市の後に「丸山町、会社町、後藤寺東団地、後藤寺西団地、三井後藤寺、大浦団地、大浦市住、大浦町、大浦朝日ヶ丘、新大浦町、清水町」が続く地区。中学校区は田川市立田川西中学校。

## 沿革
- 1902年（明治35年）- 「私立三井田川尋常小学校」が設置される。
- 1919年（大正8年）4月 - 児童数の増加により、「私立三井田川尋常小学校 第一坑分教場」が設置される。
- 1928年（昭和3年）- 校舎を新築。
- 1941年（昭和16年）4月1日 - 国民学校令施行により、「三井田川国民学園 大浦分教場」（国民学校ではなく、国民学園）に改称。尋常科を初等科に改める。
- 1943年（昭和18年）11月3日 - 田川市が発足。
- 1945年（昭和20年）4月1日 - 学校の運営が田川市に移管され（公立移管）、「田川市 田川国民学校 大浦分教場」に改称。
- 1946年（昭和21年）9月28日 - 「田川市 大浦国民学校」として独立。
- 1947年（昭和22年）4月1日 - 学制改革（六・三制の実施）により、新制小学校「田川市立大浦小学校」（現校名）に改組・改称。
- 1949年（昭和24年）12月 - 三井鉱業所からの寄付により、新校舎（3教室）が完成。
- 1951年（昭和26年）9月 - 新校舎（4教室）が完成。
- 1952年（昭和27年）12月 - 新校舎（4教室）が完成。
- 1953年（昭和28年）9月 - 運動場を拡張。

## 交通アクセス
最寄りの鉄道駅
- JR九州 日田彦山線 「田川後藤寺駅」

最寄りの幹線道路
- 福岡県道454号今任原奈良線「大浦小学校」交差点

## 周辺
- 願成寺
- 後藤寺東団地
- 丸山公園

## 参考資料
- 「田川市誌」（1954年（昭和29年）12月1日発行, 田川市）p.358
- 「田川市史」（1976年（昭和51年）3月1日発行, 田川市）